# El Condado (Jaén)
Ne doit pas être confondu avec El Condado (Huelva).
Pour les articles homonymes, voir Condado.
El Condado est une comarque de la province de Jaén avec une population de 23690 habitants et une superficie de 1488,11 km² et dont le centre administratif est la municipalité de Santisteban del Puerto.

## Communes
La comarque est constituée de 7 communes :
- Arquillos
- Castellar
- Chiclana de Segura
- Montizón
- Navas de San Juan
- Santisteban del Puerto
- Vilches